# Pellenes himalaya
Pellenes himalaya es una especie de araña saltarina del género Pellenes, familia Salticidae. Fue descrita científicamente por Caleb, Sajan & Kumar en 2018.
Habita en India.